# Gongdang
Gongdang (kinesiska: 贡当, 贡当乡) är en socken i Kina. Den ligger i den autonoma regionen Tibet, i den sydvästra delen av landet, omkring 630 kilometer väster om regionhuvudstaden Lhasa. Antalet invånare är 1 047. Befolkningen består av 540 kvinnor och 507 män. Barn under 15 år utgör 31 %, vuxna 15-64 år 64 %, och äldre över 65 år 3,0 %.
Genomsnittlig årsnederbörd är 1 168 millimeter. Den regnigaste månaden är augusti, med i genomsnitt 224 mm nederbörd, och den torraste är november, med 11 mm nederbörd.